# Ringo Rama
Ringorama é o 13º álbum de estúdio de Ringo Starr, lançado em 2003.

## História
Eles realmente não deram suporte ao álbum de Natal. Agora nos separamos devido à sua incompetência, eles me deixaram ir. Espero gravar outro álbum de estúdio ... e espero que seja em qualquer gravadora que não a Mercury.

– Ringo Starr, discutindo sua escolha de deixar a Mercury, 2000
Como sucessor de I Wanna Be Santa Claus (1999), a aliança de Starr com Mark Hudson continua, bem como a maioria de seus colaboradores desse último projeto. Não se afastando muito de sua fórmula testada, Starr chamou alguns de seus amigos famosos para Ringorama. Irritado por a Mercury não ter promovido o suficiente o álbum I Wanna Be Santa Claus, Starr deixou o selo em 2000. Os colaboradores desta vez incluem Willie Nelson, Charlie Haden, Van Dyke Parks, David Gilmour, Shawn Colvin, Timothy B. Schmit e Eric Clapton. A disponibilidade de Gilmour e Clapton se resumia ao fato de morarem perto de Starr, como ele comenta: "As pessoas perguntavam: "Então, quem faz parte?", e dizíamos: "Apenas alguns caras locais. Você sabe, como Eric Clapton e Dave Gilmour." Porque ambos moram ao virar da esquina". A gravação ocorreu no Rocca Bella Studio e Whatinthewhatthe? Studios, com as sessões sendo produzidas por Starr, Hudson e Gary Nicholson.

## Posição nas paradas musicais
| Parada (2003)                       | Posição |
| ----------------------------------- | ------- |
| US Billboard 200                    | 113     |
| US Billboard Top Independent Albums | 6       |